# Hasaca
Hasaca (em árabe: ٱلْحَسَكَة; romaniz.: al-Ḥasaka;[1] em curdo: حەسیچە; romaniz.: Hesekê; em siríaco: ܚܣܝܟܐ; romaniz.: Haseka) é a capital da província de Hasaca, no nordeste da Síria. De acordo com o censo de 2004, havia 188 160 habitantes.